# Flora Dolci
Flora Dolci (9 ottobre 1999) è una fondista francese.

## Biografia
Attiva in gare FIS dal dicembre del 2015, la Dolci ha esordito in Coppa del Mondo il 17 dicembre 2016 a La Clusaz (44ª) e ai Campionati mondiali a Seefeld in Tirol 2019, dove è stata 8ª nella staffetta. Ai Mondiali di Oberstdorf 2021 si è classificata 37ª nella 10 km e 10ª nella sprint a squadre; l'anno dopo ai XXIV Giochi olimpici invernali di Pechino 2022, sua prima presenza olimpica, si è piazzata 24ª nella 30 km e 12ª nella staffetta. Ai Mondiali di Planica 2023 è stata 13ª nella 10 km e 6ª nella staffetta e a quelli di Trondheim 2025 si è classificata 9ª nella 50 km e 15ª nello skiathlon.

## Palmarès

### Coppa del Mondo
- Miglior piazzamento in classifica generale: 39ª nel 2024